# 워시체군

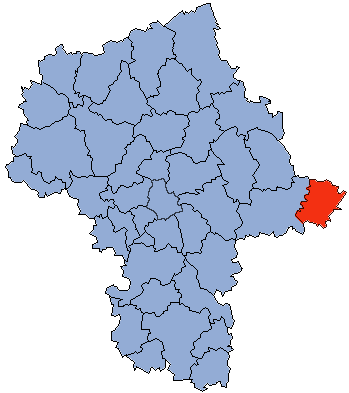
마조프셰주 지도에 표시된 워시체군의 위치

워시체군(폴란드어: powiat łosicki)은 폴란드 마조프셰주에 위치한 군으로 군청 소재지는 워시체이며 면적은 771.77km2, 인구는 30,895명(2019년 기준), 인구 밀도는 40명/km2이다.
북쪽으로는 포들라스키에주 시에미아티체군, 북동쪽으로는 루블린주 비아와군, 서쪽으로는 시에들체군과 접한다. 6개 지방 자치체(1개 도시형 농촌, 5개 농촌)를 관할한다.

군 문장